# ワン・モア・ライト
『ワン・モア・ライト』（One More Light）は、アメリカ合衆国のロックバンド、リンキン・パークの7枚目のスタジオ・アルバム。全世界同時にリリースされた。また、リードボーカルのチェスター・ベニントンをフィーチャーした最後のアルバムである。

## 概要
これまでのオルタナティブ・ロックやニュー・メタルのロックサウンドから脱却し、今まで以上にポップなメロディを表現している。多彩なゲストボーカルやアーティストが曲作りの面でプロデュースを行っている。シングルカット曲「One More Light」がアルバムの核心と捉えていたことから、アルバムタイトルにもなるタイトル・トラックを収録している。

全米アルバムチャート（Billboard 200）では初登場1位。これでアメリカ国内での初登場1位獲得数は5作目となり、ロックバンドとしては歴代最多である。ヨーロッパでもゴールド認定されたりと商業的には成功したものの、音楽評論家からの評価はまちまちであった。

## 背景
従来のサウンドからの転換を考えたバンドは、新しい試みとしてまず先にボーカルを録音した。楽曲を先に録音していたこれまでのアルバム制作手順と異なるアプローチである。

沢山のミュージシャンと貪欲に共同制作を行っている。1stシングル「Heavy」にはバンド初の女性ゲストとしてシンガーのキアーラを迎えた。中にはチェスターがア・パーフェクト・サークルのギターリスト・ビリー・ハワーデルにコラボレーションを依頼したものの未完成で終わったトラックもある。

マイクはアルバムの曲構成について「超ヘヴィなギターをあまり聴かせず、シャウトも無しとした。アルバムコンセプトとして、サウンドとジャンルすべてを区別できないようにブレンドしたかったんだ。故にその方向性を皆に感じ取ってもらうためにHeavyを1stシングルに選んだ。」と語っている。ブラッドも「大好きなアコースティックな感じを取り入れたのが「Sharp Edges」で、ギターサウンドを多重に取り入れた「Invisible」はお気に入りなんだ。「Sorry For Now」ではユニークなギター表現に挑んだりと、今までやっていた事とは全く違うものにしたんだよ」と語っている。

アルバムジャケットはバンドメンバーの友人の子供達である。写真は、デフトーンズやグリーン・デイにアートワークを提供した経験があるフランク・マドックスがベニスビーチで撮影したもの。

## 批評
批評家からはやや否定的な意見が集まった。一方、過去のロックサウンドを捨ててまで新スタイルに挑んだ勇敢さ、バンドの新しい方向性として現在のポップトレンドを吸収し、自分達の音楽に反映させるバンドの挑戦的な姿勢を評価する声も多い。チェスターは今作に対し否定的に受け取られ過ぎだと強い怒りを露にしており、音楽誌を通じて感情的なコメントを公開している。スリップノットのコリィ・テイラーは、チェスターのフラストレーションに理解を示しつつtwitterにて助言したところ、これにチェスターが反応。両者のやり取りが注目を浴びた。

## 収録曲
1. Nobody Can Save Me (3:45)
2. Good Goodbye (3:31) 
ラッパーのストームジー、プシャ・Tが参加。
3. Talking to Myself (3:51) - 2ndシングル
4. Battle Symphony (3:36)
5. Invisible (3:34)
6. Heavy (2:49) - 1stシングル
キアーラとのコラボ曲。
7. Sorry for Now	(3:23)
8. Halfway Right (3:37)
9. One More Light (4:15) - 3rdシングル
10. Sharp Edges (2:58)